# Samantha Stosur
Samantha Stosur (sinh ngày 30 tháng 3 năm 1984) là vận động viên quần vợt chuyên nghiệp người Úc. Cô thắng giải vô địch Mỹ Mở Rộng năm 2011.

## Sự nghiệp
Biết đến tennis khi lên 8 tuổi. Năm 14 tuổi, Stosur vào học tại Học viện thể thao Queensland. Hai năm sau, Stosur gia nhập Học viện thể thao Úc với chương trình đào tạo chuyên nghiệp.
Năm 1999, Stosur là tay vợt chuyên nghiệp trong hệ thống của Liên đoàn Quần vợt Quốc tế.

Năm 2000, chơi trận đầu tiên trong khuôn khổ giải Úc mở rộng trong hệ thống WTA, nhưng bị loại ngay vòng đầu tiên. Cũng trong giải Úc mở rộng 2003, cô vào đến vòng 3. 

Năm 2004, Stosur tham dự nhiều giải đấu của WTA như Indian Wells, Birmingham, Olympic Athens, Japan open, Bali...Thành tích tốt nhất trong năm 2004 của Stosur là bán kết giải Gold Coats
Là tay vợt thành công trong nội dung đánh đôi hơn, cả đôi nữ và hỗn hợp, giành chiến thắng trong các trân chung kết Australian Open 2005, Pháp mở rộng 2006, US Open 2005, Wimbledon 2008, WTA championship 2005, 2006.

Cùng với tay vợt người Mỹ Lisa Raymond là cặp đôi thi đấu thành công, bảo vệ chức vô địch tại một số giải đấu lớn ở Tokyo, Indian Wells, Miami..

Sự nghiệp đánh đơn bắt đầu tốt hơn trong năm 2010, khi cô liên tục tiến sâu tại những giải đấu quan trọng, thành tích tốt nhất là vào chơi trận chung kết Roland Garros với Francesca Schiavone